# 10456 Анечка
10456 Анечка (1978 PS2, 1978 RX2, 1993 TV21, 10456 Anechka) — астероїд головного поясу, відкритий 8 серпня 1978 року.
Тіссеранів параметр щодо Юпітера — 3,537.